# Manduca crocala
Manduca crocala är en fjärilsart som beskrevs av Druce 1894. Manduca crocala ingår i släktet Manduca och familjen svärmare. Inga underarter finns listade i Catalogue of Life.